# Tz'Aquiviljok
Tz'Aquiviljok är en ort i Mexiko.   Den ligger i kommunen Tenejapa och delstaten Chiapas, i den sydöstra delen av landet, 800 km öster om huvudstaden Mexico City. Tz'Aquiviljok ligger 1 454 meter över havet och antalet invånare är 2 176.
Terrängen runt Tz'Aquiviljok är bergig. Runt Tz'Aquiviljok är det tätbefolkat, med 319 invånare per kvadratkilometer. Närmaste större samhälle är Pantelhó, 16,7 km norr om Tz'Aquiviljok. I omgivningarna runt Tz'Aquiviljok växer i huvudsak städsegrön lövskog.